# Saints Padova 2019
Questa voce raccoglie le informazioni riguardanti i Saints Padova nelle competizioni ufficiali della stagione 2019.

## Roster
| Roster dei Saints Padova (2019) |
| --- |
| Quarterback - 5 Simone Breggiè - 7 Nicolò Zacchettin - 12 Andrea Furlan Running Back - 20 Francesco Garofalo - 31 Salvatore Pio Carella - 36 Tommaso Masiero - 44 Nicolò Bugada FB Wide Receiver - 9 Gleydson Hudson Ferreira da Silva - 38 Lorenzo Maria Volpe - 81 Tommaso Gatto - 83 Riccardo Petrolato - 84 Jacopo Giustozzi - 86 Daniele Danese Offensive Linemen - 50 Pier Francesco Tripodi - 60 Alberto Molina - 66 Matteo Faienza - 75 Nicola Minazzato - 77 Filippo Fassina Defensive Linemen - 18 Alex Maistrello - 59 Marco Libero - 65 Matteo Cesaro - 78 Marco Vettore - 87 Daniele Donati - 88 Francesco Vettore Linebacker - 21 Francesco Piovesan - 22 Riccardo Furlan - 43 Mattia Griggio - 52 Marco Borgato - 55 Marco Zecchini - 57 Sebastiano Maria Saia - 90 Davide Turioni Defensive Back - 3 Alessandro Contessa - 8 Marco Fortin DB/QB - 24 Klajd Eris Bushulli - 27 Ludovico Marino - 30 Guglielmo Grassetto - 69 Antonio Fanton Special Team |

## Seconda Divisione FIDAF 2019

### Stagione regolare
| Padova 24 febbraio 2019, ore 14:45 | Saints Padova | 24 – 18 (0-6 7-6 7-0 10-6) referto | Aquile Ferrara | Stadio Plebiscito (100 spett.)\| Arbitro: \| Tomaz \| |
| Arbitro:                           | Tomaz         |                                    |                |                                                       |

| Pescantina 16 marzo 2019, ore 20:20 | Mastini Verona | 20 – 13 (7-0 0-7 6-0 7-6) referto | Saints Padova | Velodromo San Lorenzo (100 spett.)\| Arbitro: \| Tomaz \| |
| Arbitro:                            | Tomaz          |                                   |               |                                                           |

| Padova 24 marzo 2019, ore 14:30 | Saints Padova | 44 – 33 (10-0 14-14 20-7 0-13) referto | Cavaliers Castelfranco Veneto | Stadio Plebiscito (100 spett.)\| Arbitro: \| B. Jovanovic \| |
| Arbitro:                        | B. Jovanovic  |                                        |                               |                                                              |

| Monfalcone 6 aprile 2019, ore 20:00 | Sentinels Isonzo | 14 – 31 (0-0 7-7 7-14 0-10) referto | Saints Padova | Stadio O. Cosulich (397 spett.)\| Arbitro: \| B. Milosevic \| |
| Arbitro:                            | B. Milosevic     |                                     |               |                                                               |

| Ferrara 28 aprile 2019, ore 15:00 | Aquile Ferrara  | 0 – 24 (0-3 0-14 0-7 0-0) referto | Saints Padova | Mike Wyatt Field (75 spett.)\| Arbitro: \| G. Sabbatinelli \| |
| Arbitro:                          | G. Sabbatinelli |                                   |               |                                                               |

| Cadoneghe 12 maggio 2019, ore 15:30 | Saints Padova | 21 – 20 (0-13 7-7 7-0 7-0) referto | Mastini Verona | Stadio Martin Luther King (50 spett.)\| Arbitro: \| S. d'Amato \| |
| Arbitro:                            | S. d'Amato    |                                    |                |                                                                   |

| Castelfranco Veneto 18 maggio 2019, ore 20:00 | Cavaliers Castelfranco Veneto | 0 – 34 (0-13 0-7 0-7 0-7) referto | Saints Padova | C.S. Comunale (50 spett.)\| Arbitro: \| S. Bernini \| |
| Arbitro:                                      | S. Bernini                    |                                   |               |                                                       |

| Cadoneghe 26 maggio 2019, ore 15:30 | Saints Padova | 28 – 27 (7-8 14-6 7-7 0-6) referto | Sentinels Isonzo | Stadio Martin Luther King (100 spett.)\| Arbitro: \| A. Maghini \| |
| Arbitro:                            | A. Maghini    |                                    |                  |                                                                    |

### Playoff
| Cadoneghe 8 giugno 2019, ore 20:00 | Saints Padova | 33 – 30 (7-6 17-8 6-0 3-16) referto | Red Jackets Sarzana | Stadio Martin Luther King (200 spett.)\| Arbitro: \| S. Bernini \| |
| Arbitro:                           | S. Bernini    |                                     |                     |                                                                    |

| Roma 16 giugno 2019, ore 15:05 | Pretoriani Roma | 28 – 14 (14-0 0-7 7-0 7-7) referto | Saints Padova | C.S. Gentili (300 spett.)\| Arbitro: \| F. Garlaschi \| |
| Arbitro:                       | F. Garlaschi    |                                    |               |                                                         |

## Statistiche di squadra
| Competizione | %Vittorie | In casa | In casa | In casa | In casa | In casa | In casa | In trasferta | In trasferta | In trasferta | In trasferta | In trasferta | In trasferta | Totale | Totale | Totale | Totale | Totale | Totale |
| Competizione | %Vittorie | G       | V       | !N      | P       | Pf      | Ps      | G            | V            | N            | P            | Pf           | Ps           | G      | V      | N      | P      | Pf     | Ps     |
| ------------ | --------- | ------- | ------- | ------- | ------- | ------- | ------- | ------------ | ------------ | ------------ | ------------ | ------------ | ------------ | ------ | ------ | ------ | ------ | ------ | ------ |
| Campionato   | .875      | 4       | 4       | 0       | 0       | 117     | 98      | 4            | 3            | 0            | 1            | 102          | 34           | 8      | 7      | 0      | 1      | 219    | 132    |
| Playoff      | .500      | 1       | 1       | 0       | 0       | 33      | 30      | 1            | 0            | 0            | 1            | 14           | 28           | 2      | 1      | 0      | 1      | 47     | 58     |
| Totale       | .800      | 5       | 5       | 0       | 0       | 150     | 128     | 5            | 3            | 0            | 2            | 116          | 62           | 10     | 8      | 0      | 2      | 266    | 190    |

## Statistiche personali

### Marcatori
| Giocatore            | Ruolo | TD rush | TD recv | TD int | TD p.ret | TD k.ret | TD oth | Xp1  | Xp2 | FG  | Saf | Totale |
| -------------------- | ----- | ------- | ------- | ------ | -------- | -------- | ------ | ---- | --- | --- | --- | ------ |
| R. Petrolati         |       | 0+0     | 6+0     | 0+0    | 0+0      | 0+0      | 0+0    | 22+4 | 0+0 | 3+2 | 0+0 | 77     |
| S. Carella           |       | 7+1     | 0+0     | 0+0    | 0+0      | 0+0      | 0+0    | 0+0  | 1+0 | 0+0 | 0+0 | 50     |
| D. Danese            |       | 0+0     | 1+3     | 0+0    | 0+0      | 0+0      | 0+0    | 0+0  | 0+0 | 0+0 | 0+0 | 24     |
| M. Griggio           |       | 0+0     | 2+1     | 0+0    | 0+0      | 0+0      | 1+0    | 0+0  | 0+0 | 0+0 | 0+0 | 24     |
| S. Breggiè           |       | 3       | 0       | 0      | 0        | 0        | 0      | 0    | 0   | 0   | 0   | 18     |
| F. Garofalo          |       | 3       | 0       | 0      | 0        | 0        | 0      | 0    | 0   | 0   | 0   | 18     |
| G. Ferreira da Silva |       | 0+0     | 1+1     | 0+0    | 0+0      | 0+0      | 0+0    | 0+0  | 0+0 | 0+0 | 0+0 | 12     |
| M. Grassi            |       | 2       | 0       | 0      | 0        | 0        | 0      | 0    | 0   | 0   | 0   | 12     |
| A. Fantin            |       | 0       | 0       | 0      | 0        | 0        | 0      | 3    | 0   | 1   | 0   | 6      |
| M. Fortin            |       | 0       | 0       | 0      | 0        | 0        | 1      | 0    | 0   | 0   | 0   | 6      |
| T. Gatto             |       | 0       | 1       | 0      | 0        | 0        | 0      | 0    | 0   | 0   | 0   | 6      |
| J. Giustozzi         |       | 0       | 1       | 0      | 0        | 0        | 0      | 0    | 0   | 0   | 0   | 6      |
| G. Grassetto         |       | 0       | 0       | 1      | 0        | 0        | 0      | 0    | 0   | 0   | 0   | 6      |
| A. Contessa          |       | 0+0     | 0+0     | 0+0    | 0+0      | 0+0      | 0+0    | 0+1  | 0+0 | 0+0 | 0+0 | 1      |

### Passer rating
| Giocatore  | G   | Att    | Comp  | Int | Yds     | TD   | NFL   | NCAA   |
| ---------- | --- | ------ | ----- | --- | ------- | ---- | ----- | ------ |
| S. Breggiè | 7+2 | 103+34 | 46+14 | 6+3 | 836+213 | 12+5 | 82,69 | 135,92 |
| A. Furlan  | 1   | 1      | 0     | 0   | 0       | 0    | 0,00  | 39,58  |
| Team       | 1   | 0      | 0     | 0   | -20     | 0    |       |        |